# OCI그룹
OCI그룹은 OCI를 모기업으로 한 대한민국의 기업집단이다.

## 계열사
- OCI
- OCI홀딩스
- 유니드
- 유니드글로벌상사
- 유니드LED
- OCI드림
- OCI-FERRO
- 남양개발
- 부광약품
- OCI스페셜티
- OCI파워
- 행복도시태양광발전소
- OCI SE
- OCI정보통신
- 비앤오바이오
- SGC솔루션
- SGC에너지
- SGC이테크건설
- SGC그린파워
- SGC디벨롭먼트
- SGC파트너스

## 공익재단
- 송암문화재단
- 학교법인 송도학원 (송도중학교, 송도고등학교)

## 분가
- 유니온
- 유니온머터리얼
- 유니온툴텍

## 과거 계열사
- 옥시
- 한불화학
- 불스원
- OCI머티리얼즈